# قانون مد

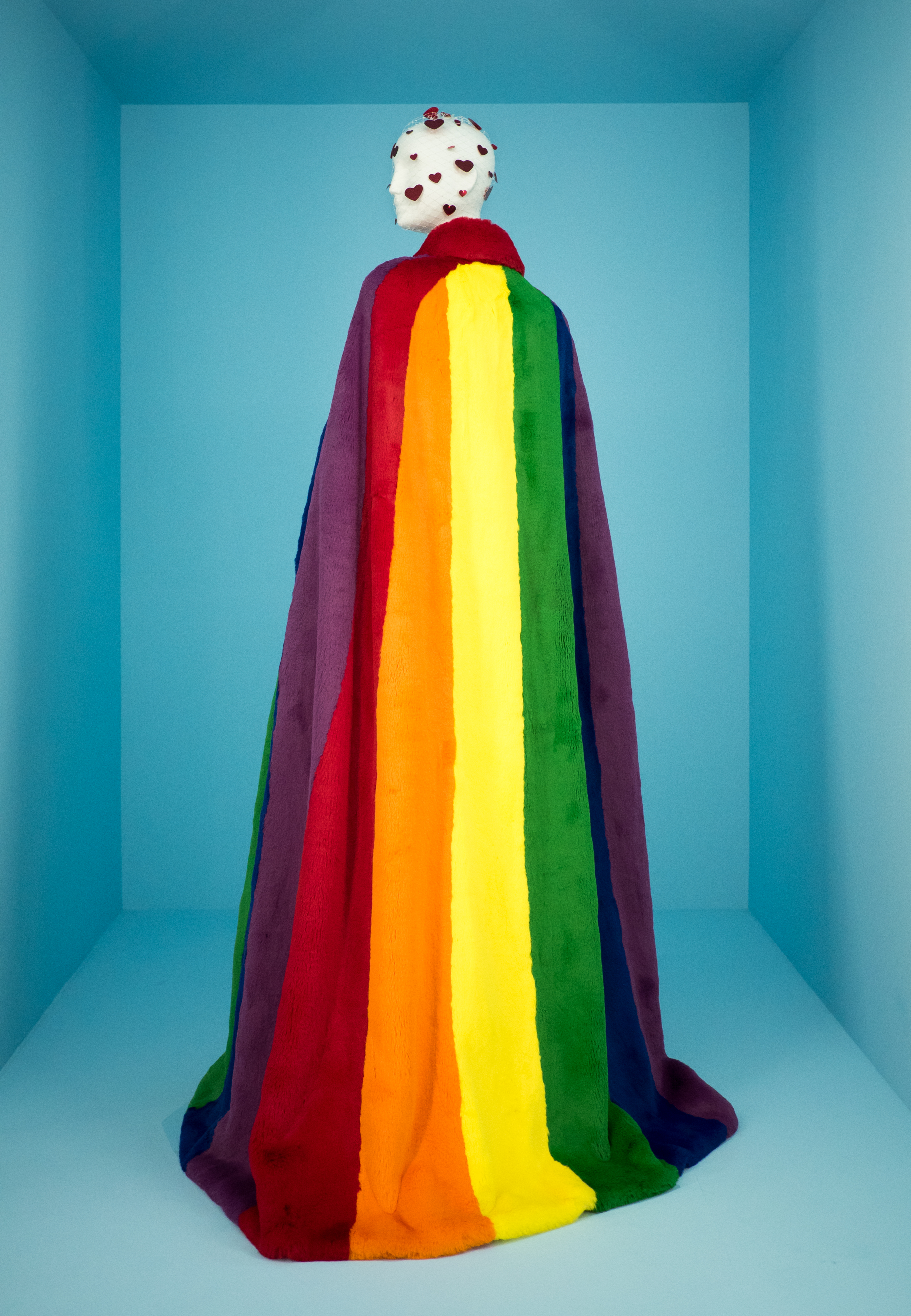
قانون مد

قانون مد یک زمینه قانونی است که شامل موضوعات برخواسته از مد و لوازم آن می‌شود. بخش اساسی در قانون مد، مالکیت معنوی است. در بخش تجارت و امور مالی نیز با زیر شاخه‌هایی از قانون اشتغال و به کار گرفته شدن کارکنان و مدل‌ها تا دیگر مستغلات را شامل می‌شود. بخش‌های مهم دیگر آن نیز به حریم خصوصی افراد و فناوری‌های پوشیدنی اشاره دارد.

## قوانین مد

### مالکیت معنوی
- حمایت از حق تکثیر[۱]
- عدم نقض قوانین مربوط به برند تجاری شرکت‌ها و عدم تولید کالاهای تقلبی و فیک[۲]
- ثبت اختراعات و نوآوری‌ها در طراحی
- رعایت استانداردهای بین‌المللی[۳]

### بازاریابی
- رعایت قوانین قیمت‌گذاری و ارائه برند واقعی محصول
- عدم انجام تبلیغات فریبنده و ارائه مشخصات نادرست

### بخش تولید
- ایمنی کارگران و دیگر بخش‌ها[۴]
- جداسازی و منطقه‌بندی برای ارسال پوشاک و درج محل درست تولید و برند[۵]

### مدلینگ
- عدم بکارگیری مدل‌های زیر سن قانونی[۶] (به ویژه کودکان)
- عدم حمایت از قاچاق انسان برای انجام مدلینگ[۷]
- درباره دستمزد و درج مشخصات مدل، در برخی کشورها قوانینی وجود دارد